# تامایرا گری
تامایرا گری (انگلیسی: Tamyra Gray؛ زادهٔ ۲۶ ژوئیهٔ ۱۹۷۹) یک موسیقی‌دان اهل ایالات متحده آمریکا است.